# Married... with Children
Married... with Children (tạm dịch: "Hôn nhân và con cái" hay "Cưới... và đã có con") là một bộ phim sitcom của Mỹ phát sóng kéo dài 11 mùa kể về cuộc sống đặc trưng của một gia đình sống trong một vùng ngoại ô hư cấu của Chicago Illinois. Chương trình được chú ý bởi là phim truyền hình loại "primetime" (giờ vàng) đầu tiên trên kênh Fox, bắt đầu từ ngày 5 tháng 4 năm 1987 tới ngày 9 tháng 6 năm 1997. Bộ phim được tạo ra bởi Michael G. Moye và Ron Leavitt. Bộ phim đã góp phần tạo dựng tên tuổi cho mạng truyền hình non trẻ Fox được đứng trong số các mạng lưới truyền hình the Big Three Television Networks.
Phim kéo dài 11 mùa, 259 tập làm cho nó trở thành loạt phim sitcom dài nhất trên mạng truyền hình Fox. Bài hát chủ đề nổi tiếng của chương trình là "Tình yêu và Hôn nhân" của Sammy Cahn và Jimmy Van Heusen, trình bày bởi Frank Sinatra.
Mùa đầu tiên của loạt phim này đã được ghi hình tại Trung tâm ABC Television ở Hollywood. Từ mùa hai tới mùa tám, chương trình đã được ghi âm tại Sunset Gower Studios ở Hollywood và ba mùa còn lại được ghi âm sẵn tại Sony Pictures Studios ở Culver City. Mùa đầu tiên của bộ phim được sản xuất bởi Embassy Communications và các mùa còn lại bởi ELP Communications thuộc Columbia Pictures Television.
Trong năm 2007, nó đã được vinh danh là 1 trong số 100 chương trình TV hay nhất mọi thời đại do tạp chí Time bình chọn. Trong năm 2008, nó đạt #94 trong danh sách "New TV Classics" của Entertainment Weekly.
Ngày 22 tháng 4 năm 2012, Fox phát sóng lại bộ phim nhân kỷ niệm 25 năm của nó.
Tại Việt Nam, bộ phim được phát sóng dưới dạng lồng tiếng trên SCTV16.
Vào tháng 5 năm 2022, nó đã được thông báo rằng phần phim hoạt hình làm tiếp của sê-ri này đang trong quá trình sản xuất.

## Nội dung
Bộ phim xoay quanh cuộc sống của một gia đình gồm Al Bundy, một cựu cầu thủ bóng bầu dục đã "một lần-vinh quang" thuở đi học (đã ghi được 4 touchdowns trong 1 trận duy nhất cho trường Polk) và hiện tại làm nhân viên bán giày... phụ nữ; cô vợ Peg đáng ghét của ông, đứa con gái hấp dẫn nhưng ngu dốt và lăng nhăng Kelly; và Bud (cái tên lấy từ chữ Budweiser – hãng bia mà bố cậu ta ưa thích), đứa con trai mờ nhạt, kém hấp dẫn và lận đận tình duyên nhưng lại thông minh (Bud là người duy nhất trong nhà đậu đại học). Cuộc sống của họ luôn đầy rắc rối và những tình huống dở khóc dở cười khi ông bố thì chán gia đình mình suốt ngày tìm cơ hội kiếm tiền nhanh gọn lẹ, bà vợ thì lười biếng, thất nghiệp suốt ngày xem TV và đi mua sắm dù thu nhập của nhà rất thắt ngặt, đứa con gái thì... cà chớn còn thằng con trai thì miệt mài "đau khổ vì tình". Hàng xóm của họ là Steve Rhoades và vợ của ông ta: Marcy, người sau này tái hôn với Jefferson D'Arcy cũng góp phần nhiều vào cuộc sống và những rắc rối của họ.

## Nhân vật và diễn viên
- Al Bundy – Ed O'Neill thủ vai
- Peggy Bundy – Katey Sagal thủ vai
- Kelly Bundy – Christina Applegate thủ vai
- Bud Bundy – David Faustino thủ vai
- Marcy D'Arcy – Amanda Bearse thủ vai
- Steve Rhoades – David Garrison thủ vai
- Jefferson D'Arcy – Ted McGinley thủ vai
- Chó Buck (Buck Bundy, ban đầu tên "Mike", lồng tiếng bởi Cheech Marin, Kevin Curran, và Kim Weiskopf)

## Lịch sử phát sóng trên Fox
| Ngày                                  | Thời gian       |
| ------------------------------------- | --------------- |
| Tháng 4 năm 1987 – tháng 10 năm 1987  | Chủ nhật, 08:00 |
| Tháng 10 năm 1987 – tháng 7 năm 1989  | Chủ nhật, 20:30 |
| Tháng 7 năm 1989 – tháng 8 năm 1996   | Chủ nhật, 21:00 |
| Tháng 9 năm 1996 – tháng 10 năm 1996  | Thứ bảy, 21:00  |
| Tháng 11 năm 1996 – tháng 12 năm 1996 | Chủ nhật, 07:30 |
| Tháng 1 năm 1997                      | Thứ hai, 09:30  |
| Tháng 2 năm 1997 – tháng 7 năm 1997   | Thứ hai, 21:00  |

## Giải thưởng
Casting Society of America:
- 1987: Tuyển vai phim hài truyền hình xuất sắc (đề cử)

Emmy Awards:
- 1987: Đạo diễn ánh sáng phim truyền hình xuất sắc (tập "But I Didn't Shoot the Deputy", đề cử)
- 1988: Đạo diễn ánh sáng phim truyền hình xuất sắc (tập "Girls Just Wanna Have Fun", đề cử)
- 1989: Biên tập sản phẩm đa máy quay xuất sắc (tập "Requiem for a Dead Barber", đề cử)
- 1990: Phục trang xuất sắc (tập "Raingirl", đề cử)
- 1990: Biên tập xuất sắc cho tác phẩm đa máy quay (tập "Who'll Stop the Rain", đề cử)
- 1991: Phục trang xuất sắc (tập "Married... with Aliens", đề cử)
- 1994: Phục trang xuất sắc (tập "Take My Wife, Please", đề cử)

Quả Cầu Vàng:
- 1990: Quả Cầu Vàng nữ diễn viên truyền hình hài xuất sắc (Katey Sagal vai "Peggy Bundy", đề cử - người chiến thắng là Kirstie Alley)
- 1990: Quả Cầu Vàng phim truyền hình ca nhạc hoặc hài kịch xuất sắc (đề cử - người chiến thắng là Cheers)
- 1991: Quả Cầu Vàng Award nam diễn viên truyền hình hài xuất sắc (Ed O'Neill vai "Al Bundy", đề cử - người chiến thắng là Burt Reynolds)
- 1991: Quả Cầu Vàng nữ diễn viên truyền hình hài xuất sắc (Sagal, đề cử - người chiến thắng là Candice Bergen)
- 1992: Quả Cầu Vàng nam diễn viên truyền hình hài xuất sắc (O'Neill, đề cử - người chiến thắng là John Goodman)
- 1992: Quả Cầu Vàng nữ diễn viên truyền hình hài xuất sắc (Sagal, đề cử - người chiến thắng là Roseanne Barr)
- 1993: Quả Cầu Vàng nữ diễn viên truyền hình hài xuất sắc (Sagal, đề cử - người chiến thắng là Helen Hunt)

Khác:
- 2009: TV Land Awards – Innovator Award (toàn bộ diễn viên)

## Ảnh hưởng

### Sách
- Pig Out With Peg - Secrets from the Bundy Family Kitchen, bởi Avon Books, 11/1990, ISBN 0-380-76431-8
- Bundyisms - The Wit and Wisdom of America's Last Family, bởi Boulevard Books, 5/1997, ISBN 1572972513

#### Truyện tranh
Married... with Children đã được chuyển thể thành tranh truyện bởi NOW Comics năm 1990.

### Đồ chơi

#### Board Game
- Married With Children: Act Like...Think Like... Be Like a...Bundy, 1990, Galoob[5]

#### Búp bê
Hai bộ (10 búp bê) cỡ 8" được sản xuất bởi Classic TV Toys năm 2005 và 2006.